# オルシーニ多翼祭壇画
『オルシーニ多翼祭壇画』（オルシーニたよくさいだんが、伊: Polittico Orsini、 英: Orsini Altarpiece）は、オルシーニ家の枢機卿の個人的な礼拝のために、シモーネ・マルティーニによって未知の場所で制作された絵画である。その正確な制作年はいまだ議論されている。作品は非常に早い時期にフランスに持ち込まれ、中世後期のフランスの芸術家に大きな影響を与えた。現在、祭壇画はルーヴル美術館、アントワープ王立美術館、およびベルリン絵画館に分蔵されている。

## 概要
ルーヴル美術館の板絵（『十字架を担うキリスト』）の裏側には、オルシーニ家の紋章がある。十字架の下に枢機卿に扮した、絵画を依頼した男性が描かれている。一部の美術史家は、その人物をローマの枢機卿、ナポレオーネ・オルシーニの肖像と見なしているが、枢機卿は祭壇画の主題の選択を説明しうる聖十字架の断片を所有していた。この仮説に従えば、枢機卿はローマからアヴィニョンの教皇の宮廷に赴く前に、または枢機卿に続いてマルティーニが赴いたアヴィニョンで、マルティーニに作品を依頼した。
祭壇画は、おそらく14世紀の終わりまでにディジョン近くのシャンモル修道院のチャーターハウスに入った。1791年まで祭壇画は修道院長の部屋にあったが、その年に売却されて分割された。アントワープの4枚の板絵（『キリストの磔刑』、『十字架降下』、『受胎告知の大天使ガブリエル』と『受胎告知の聖母』）は、1826年にディジョンで売却され、アントワープの市長、フロレント・ファン・エルトボルン (Florent van Ertborn) のコレクションのために購入された。4枚はもともと2枚で、『ガブリエル』と『聖母』は他の2枚の裏側であったのだが、後に切断された。ルーヴル美術館の板絵、『十字架を担うキリスト』は、1834年にL. サンドニという男から購入された。 ベルリン絵画館の板絵、『キリストの埋葬』は、1904年にパリの美術商エミール・パキュリーから購入された。もともとは他の板絵と同じく背景は金色であったが、おそらく15世紀半ばに赤で塗りつぶされた。

## 再構築
開いたとき、祭壇画の片側には、キリストの受難の4つの場面があった。左から右に『十字架を担うキリスト』（ルーヴル美術館）、『キリストの磔刑』（アントワープ王立美術館）、『十字架降下』（アントワープ王立美術館）、『キリストの埋葬』（ベルリン絵画館）である。 アントワープの中央の2枚の板絵の裏側には現在、同じくアントワープにある2枚の『受胎告知』の板絵があった。外側の板絵の1つ、『十字架を担うキリスト』の裏側には、オルシーニ家の紋章がある。ベルリンの板絵はおそらくその裏側に同じ紋章があったが、板絵のその後の変更によって、現在では失われている。

表側の板絵
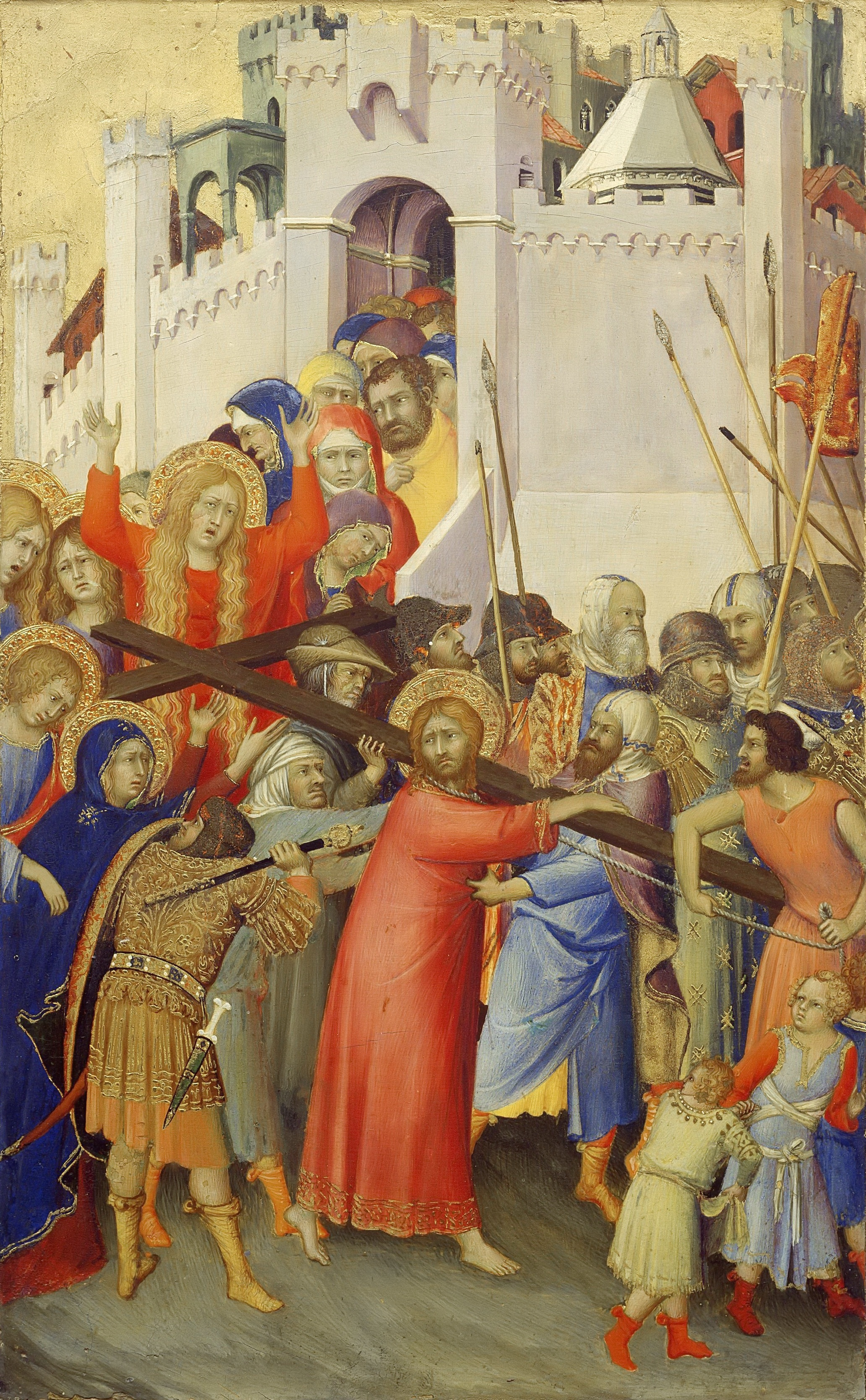
『十字架を担うキリスト』ルーヴル美術館 (パリ) 29.5cm x 20.5cm
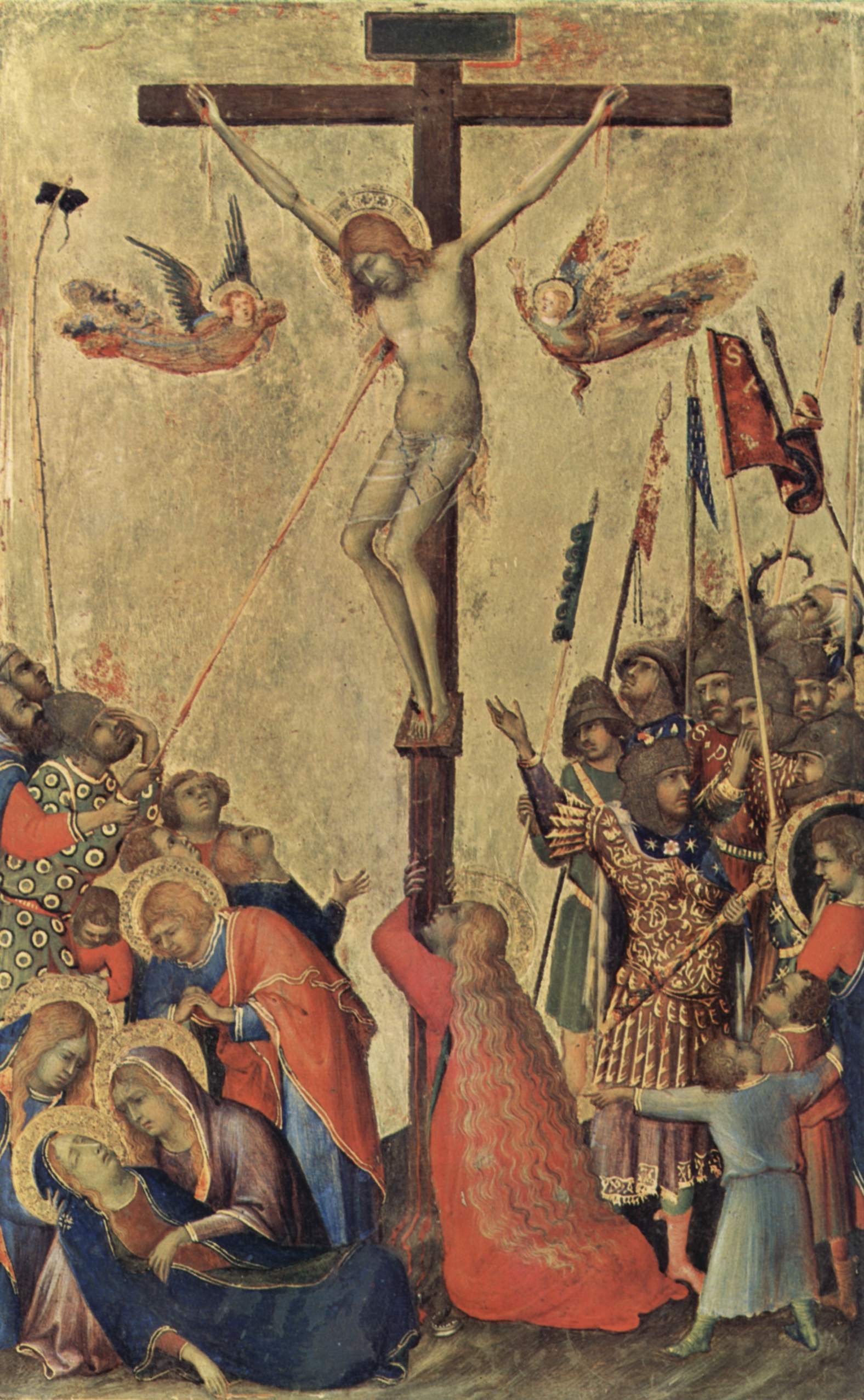
『キリストの磔刑』アントワープ王立美術館 約24cm x 約15cm
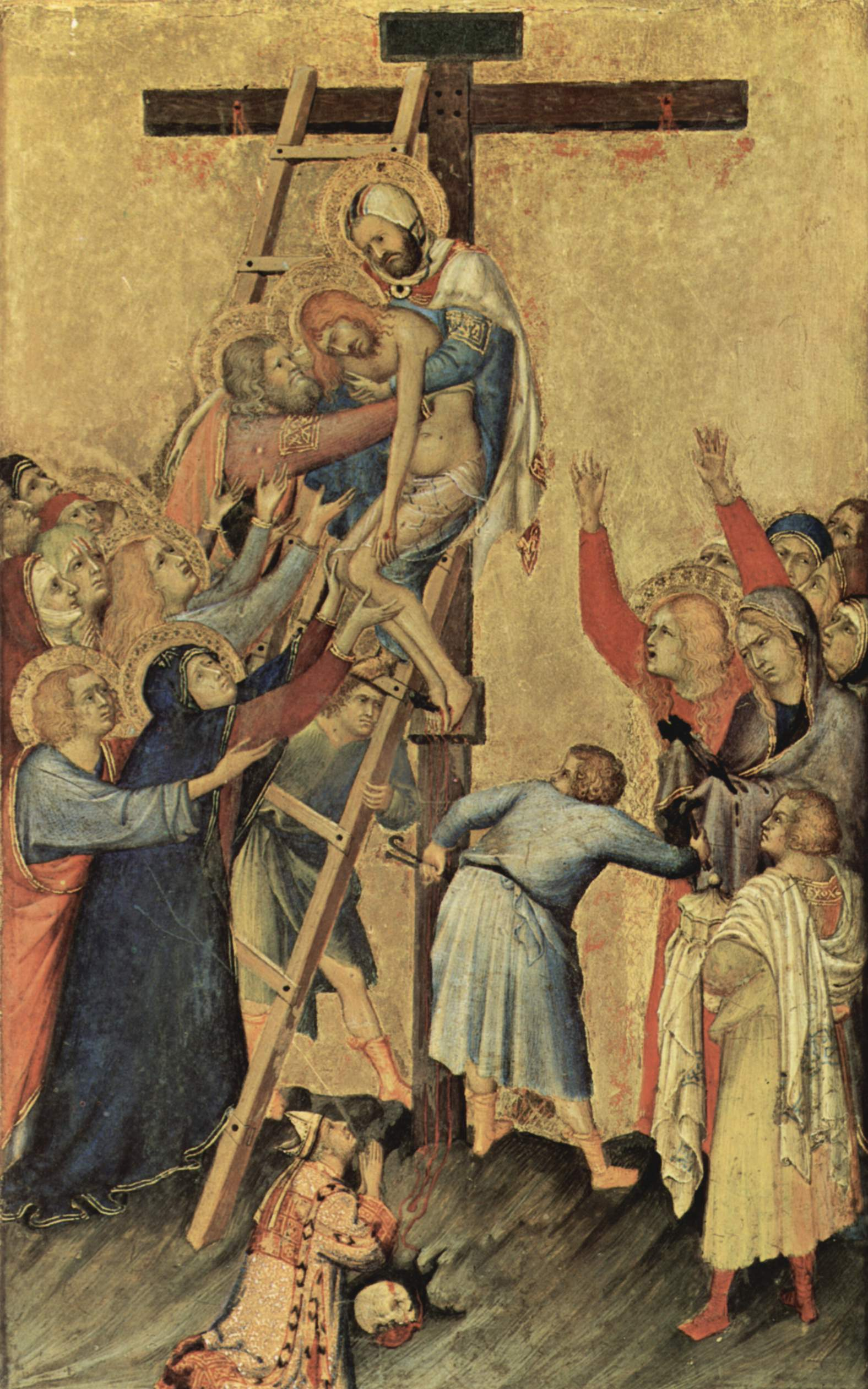
『十字架降下』アントワープ王立美術館 約24cm x 約15cm
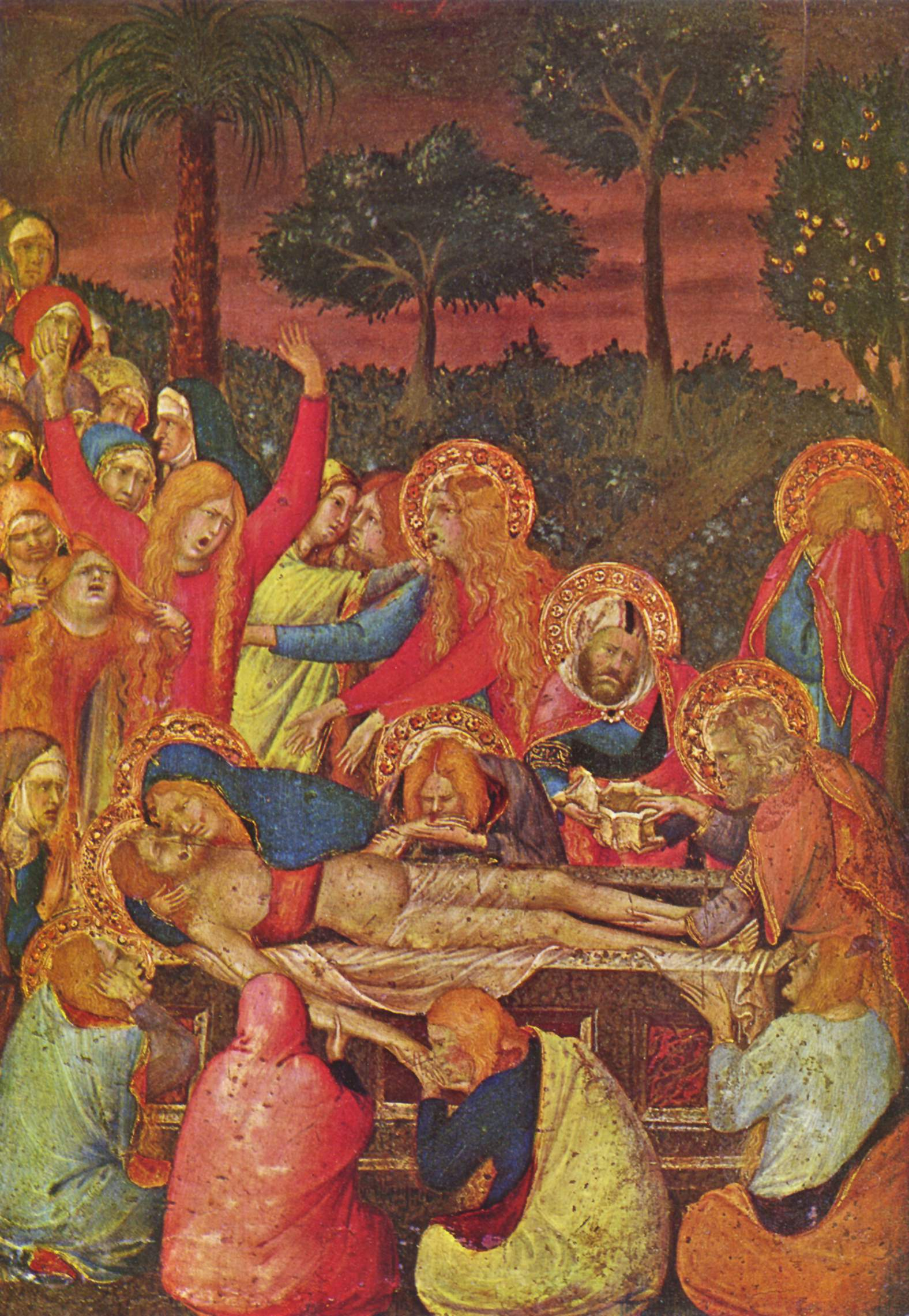
『キリストの埋葬』ベルリン絵画館　23.3cm x 16.6cm

裏側の板絵
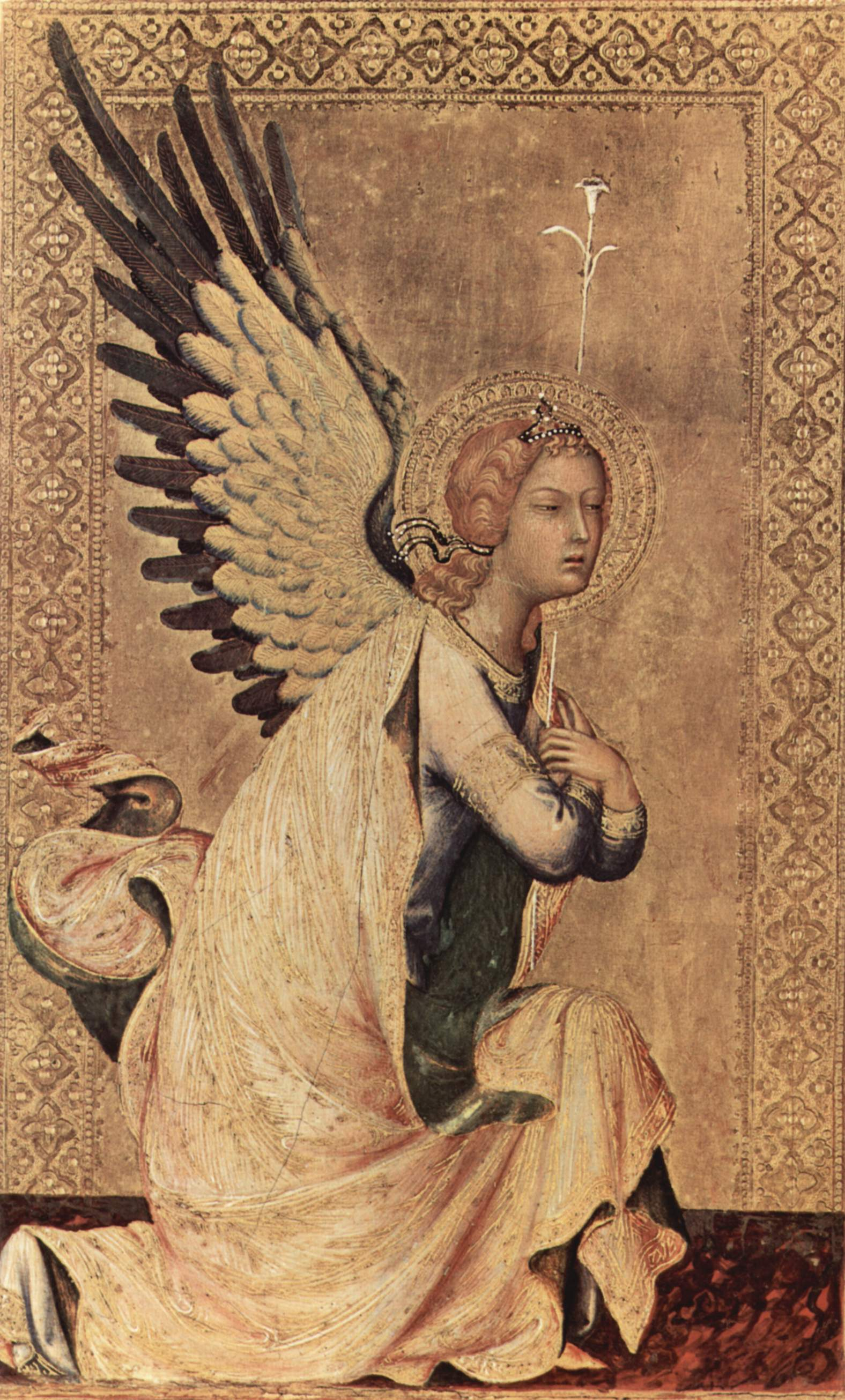
『受胎告知の大天使ガブリエル』アントワープ王立美術館 約24cm x 約15cm
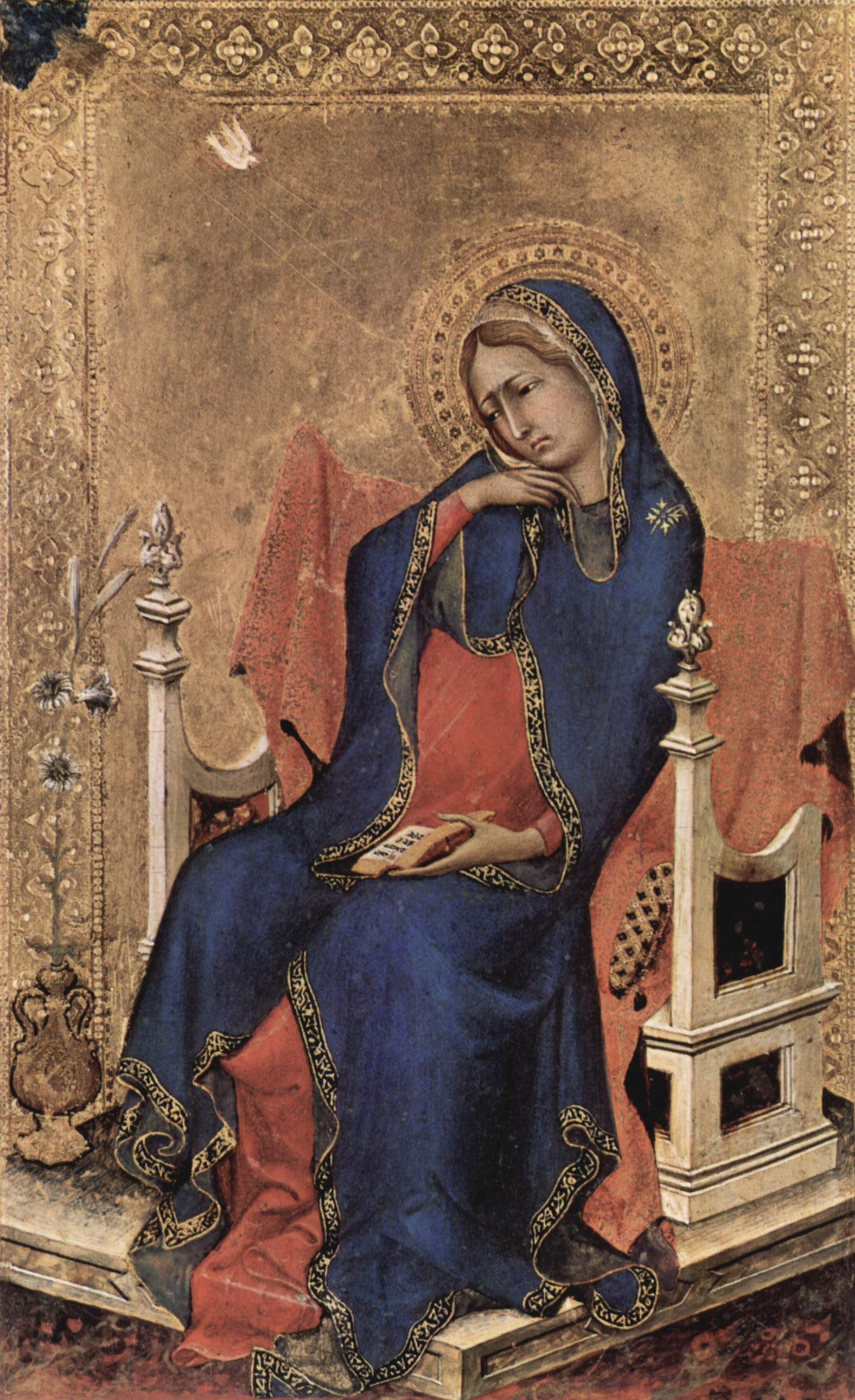
『受胎告知の聖母』アントワープ王立美術館 約24cm x 約15cm